# 아이패드 (6세대)
아이패드(영어: iPad)는 애플이 개발하고 판매하는 태블릿 컴퓨터로, 아이패드 시리즈의 6세대이다. 일반 아이패드 라인업에서 최초로 애플 펜슬을 지원한다.